# Kopynivci
Kopynivci, česky Kopinovce, ukrajinsky Копинівці, maďarsky Nagymogyorós, jsou obec v ivanovecké venkovské komunitě (hromadě), v mukačevském okrese Zakarpatské oblasti Ukrajiny. V roce 2001 zde žilo 803 obyvatel.

## Části obce
- Kopynivci
  - Balašivci, ukrajinsky Балашівці
  - Perniš, ukrajinsky Перніш
  - Vulšynka, ukrajinsky Вульшинка
- Mykulivci
  - Skolinko, ukrajinsky Сколінко
- Ščaslyve
  - Hiuz, ukrajinsky Гіуз
- Rostovjatycja[2]

## Historie
Do uzavření Trianonské smlouvy byla obec součástí Uherska, poté (pod názvem Kopinovce) byla součástí Československa. V roce 1921 zde stálo 86 domů a žilo zde 472 obyvatel, z toho 454 Rusínů, 1 Maďar a 17 Židů. Od roku 1945 byla obec součástí Ukrajinské sovětské socialistické republiky, která byla součástí SSSR, a nakonec od roku 1991 je součástí samostatné Ukrajiny